# Placas de identificação de veículos de Israel

A faixa de identificação contém o código de registro internacional de veículos IL, a Bandeira de Israel e o nome do país em hebraico e em árabe.

As placas de identificação de veículos de Israel são usadas nos veículos motorizados e reboques, usadas nesse país do Oriente Médio para fins de identificação oficial. 
As placas israelenses são emitidas por várias empresas de licenciamento aprovadas e de acordo com a Especificação no. 327 do Instituto Padronização de Israel . A maioria dos regulamentos relativos às placas veiculares dos veículos israelenses estão listados entre os regulamentos de transporte, emitidos pelo Ministério dos Transportes e Segurança Viária. Estes regulamentos definem a colocação correta das placas, bem como outras questões relacionadas ao seu uso. 

## Aparência

Placa de veículos civis israelenses (padrão europeu, 8 dígitos).

Placa de veículos civis israelenses (padrão americano, 8 dígitos).

As placas israelenses são retangulares com fundo amarelo refletido e gravadas com os números de registro na cor preta. Sob o primeiro traço do número de registro (veja abaixo a forma dos números de registro), há um selo de aprovação do Instituto de Padronização de Israel. No lado esquerdo da placa, há uma eurobanda gravada com a bandeira israelense e abaixo dela as inscrições IL e ישראל (Israel) escritas em hebraico e  إسرائيل (Israel) em árabe. Placas antigas não possuem essa identificação. Nas placas feitas conforme o padrão americano, os dígitos são mais estreitos e o retângulo azul fica na parte inferior da placa, pois as letras estão à direita da bandeira. 
Por muitos anos, as placas dos veículos comuns em Israel contiveram sete caracteres numéricos, no formato 12 - 345 - 67. No entanto, em 2015 estimava-se que as combinações possíveis viriam a se esgotar em menos de três anos. De fato, em julho de 2017, o país passou a ter placas com oito dígitos, no formato 123 - 45 - 678. O sistema com sete dígitos vigeu de 1980 a 2017; anteriormente, as placas tinham seis dígitos, desde 1960 e antes disso, continham quatro ou cinco dígitos. 
Enquanto as placas de táxis em Israel sempre terminavam com 25 ou 26, os dois últimos dígitos dos ônibus variavam, embora muitos terminassem com 01. Muitos carros importados por conta própria terminavam com 00, assim como muitos caminhões. 
Veículos antigos ou de coleção, que em Israel são veículos com mais de 30 anos de idade, podem ser especificamente registrados e portar placas especiais, que além do número de registro contêm as palavras רכב אספנות  (literalmente: "veículo colecionável"). Esses veículos são isentos de custos anuais de registro, não podem ser dirigidos antes das 9 horas da manhã. Desde fevereiro de 2011, os veículos antigos importados por conta própria recebem placas com o sufixo - 55.

### Placas de veículos da polícia
As placas de veículos da Polícia de Israel são retangulares com fundo vermelho e gravadas com algarismos na cor branca. O registro consiste na letra Mem (מ), representando a palavra "Mishtara" (polícia) seguindo-se ao número emitido de acordo com a antiguidade do detentor do automóvel. O número do carro principal do comissário geral da Polícia de Israel é 1. 

### Placas de veículos militares
As placas de veículos das Forças de Defesa de Israel são retangulares com fundo preto e gravadas com algarismos na cor branca. O registro militar consiste na letra Tsade (צ), representando a palavra "Tsava" (militar) antecedida por vários dígitos. Alternativamente, a placa pode ser pintada no veículo. 

### Placas de veículos da Polícia Militar
As placas de veículos da Polícia Militar, aqui entendida como a força policial interna das Forças Armadas de Israel, equivalentes à Polícia do Exército em Portugal e no Brasil são retangulares com fundo azul e gravadas com algarismos brancos, consistindo nas letras Mem e Tsade, representando as palavras "Mishtara Tsva'it" (polícia militar) antecedidas por vários vários dígitos. 

### Placas diplomáticas
As placas de registro do Corpo Diplomático / Corpo Consular são retangulares com fundo branco e gravadas com algarismos pretos. Os números de registro do Corpo Diplomático / Consular consistem nas letras CD ou CC e sete dígitos.

## Galeria

Placa veículos civis israelenses  (padrão europeu, 7 dígitos), 1980-2017.
Placa de veículos civis israelenses (padrão americano, 7 dígitos), 1980-2017.
Placa de motocicletas, ciclomotores e motonetas em Israel.
Placas de veículos de coleção israelenses. (7 dígitos), 1980-2017.
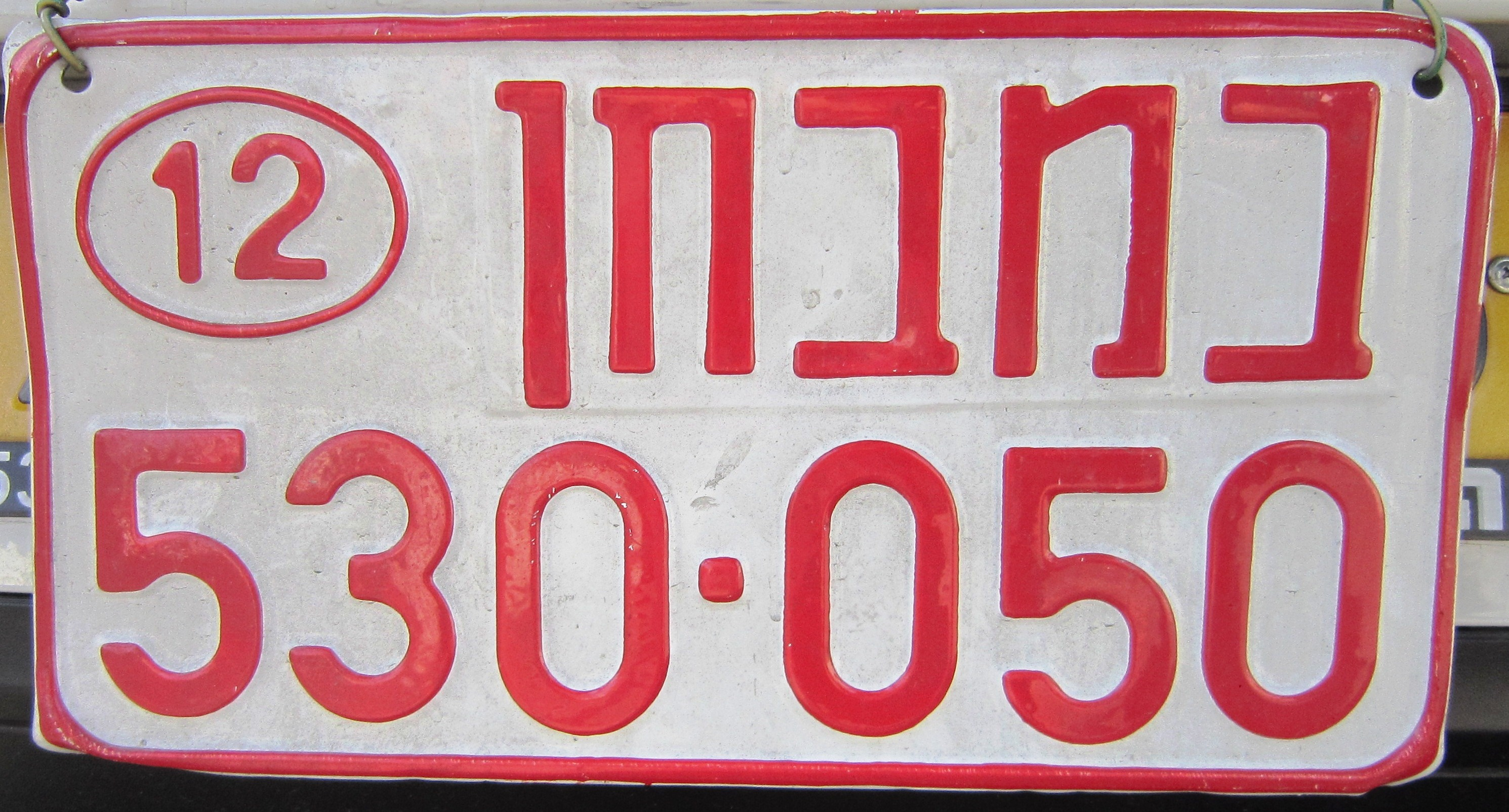
Placa de concessionária ou experiência.

## Regulamentos
O regulamento n. 300-301 declara que todo veículo registrado em Israel deve portar duas placas de matrícula, instaladas nas extremidades dianteira e traseira do veículo (uma em cada) nos locais designados pelo fabricante ou determinadas pela Autoridade de Licenciamento. Motocicletas, reboques, semirreboques, bicicletas e triciclos devem levar apenas uma placa instalada na extremidade traseira.
As placas de registro devem estar sempre limpas e não devem ser obscurecidas por carga.; quando danificadas ou vandalizadas, devem ser substituídas por placas novas. É proibido remover uma placa, exceto para a sua substituição. Também é proibido adicionar detalhes a uma placa, alterar sua cor ou borrá-la.   Um veículo registrado em Israel pode transportar apenas placas israelenses. Uma placa de matrícula em um veículo a motor deve estar iluminada, para que possa ser lida a uma distância de 20
 metros (66 pés) em luz do dia e com bom tempo. 

## Cobrança eletrônica de pedágio
Ao dirigir em uma autoestrada com cobrança eletrônica de pedágio em Israel, tal como a Rodovia 6, a placa do veículo é lida eletro-opticamente na entrada e na saída da rodovia. Posteriormente, um funcionário digitará manualmente os dados no banco de dados e, posteriormente, uma fatura será enviada ao endereço do proprietário do veículo, conforme registrado no banco de dados do Ministério dos Transportes.